# 析歸父
析归父，析氏，名归，字子家，谥文，又作析文子，春秋时期齐国的大夫。
前555年（周灵王十七年、鲁襄公十八年、齐灵公二十七年），晋国率领诸侯联军进攻齐国，爆发平阴之战。晋国范宣子告诉析文子说：“我了解你，难道敢隐瞒情况吗？鲁国、莒国都请求带一千辆战车从他们那里一往西北，一往东北打进去，我国已经答应了。如果攻进来，贵国国君必然丢掉国家。您何不考虑一下！”析文子把这些话告诉齐灵公，齐灵公听了十分恐惧，害怕晋军人多，就离开军队脱身回去。前550年（周灵王二十二年、鲁襄公二十三年、齐庄公四年），晋平公将要把女儿嫁给吴国，齐庄公让析归父致送妾媵，用篷车装着流亡到齐国的晋卿栾盈和他麾下的士，将其安置在曲沃。于是晋国爆发栾盈之乱前545年（周灵王二十七年、鲁襄公二十八年、齐景公三年），齐国卿大夫在朝廷办公务用餐，每天有两只鸡，管伙食的人偷偷地换成鸭子。送饭的人知道了，把肉都拿出来，只将肉汤送上来。子雅、子尾发怒。庆封将二人不高兴的事告诉卢蒲嫳。卢蒲嫳说：“把子雅、子尾比成禽兽，我要睡在他们的皮毛上了（比喻要攻杀子雅、子尾）。”于是就派析归父告诉晏平仲，约他一起出兵。晏平仲说：“我晏婴的手下不足以使用，我的智谋也出不了主意。但是决不敢泄露这些话，可以盟誓。”析归父说：“你已经这样说了，哪里还用盟誓？”又告诉北郭子车（北郭佐）。子车说：“各人都有不同的方式事奉国君，这不是我北郭佐所能做到的。”